# Bertomeu
Bertomeu (València, 1976) és un músic, compositor i cantautor valencià.
A vegades apareix com a Albert Bertomeu, encara que el seu nom és Albert Ortega, fill d'Enric Ortega, qui va ser membre del grup Al Tall.
Comença la seua trajectòria component amb el jazz, i treballant en formacions com Vinojuan o Noir, abans d'esdevenir cantautor. Ha musicat diversos poemes d'Estellés. Precisament per la musicació del poema Els amants, va rebre el premi Miquel Martí i Pol, dins del certamen Terra i cultura.
En 2018 publica Bertomeu Blues Band Show, treball en què torna al blues com estil.

## Discografia
- I ara què? (2010)
- ... 5 més, EP (2011)
- 7 d'Estellés, llibre-disc (Edicions del Bullent, 2012)
- A casa nostra (2013)
- Estellés infinit, llibre-disc (Edicions del Bullent, 2015)
- Collita i llaurador (Autoedició, 2016)[7]
- Bertomeu Blues Band Show (Autoedició, 2018)